# Cabirops ibizae
Cabirops ibizae är en kräftdjursart som beskrevs av M. Bourdon 1967. Cabirops ibizae ingår i släktet Cabirops och familjen Cabiropidae. Inga underarter finns listade i Catalogue of Life.